# Émile Herbillon
Pour les articles homonymes, voir Herbillon.
Émile Herbillon, né le 23 mars 1794 Châlons-en-Champagne et mort le 24 avril 1866 à Paris, est un général de division français.
Il s'illustre particulièrement lors de la conquête de l'Algérie puis lors de la guerre de Crimée.
Il est grand-croix de la Légion d'honneur.

## Biographie
Émile Herbillon est né à Châlons-en-Champagne le tridi germinal an II (23 mars 1794) de Nicolas Martin Herbillon et de Marie Magdelaine Sophie Del. 
Il ne se destine pas à la carrière militaire, étant entré dans l’administration, mais il est engagé volontaire à la conscription de 1813 dans les chasseurs à pied de la Garde impériale, alors que l’Empire commence à subir des revers militaires. Herbillon fait les dernières campagnes du Premier Empire. Il est présent à Waterloo puis mis en demi-solde et est réintégré lors de la Restauration. 
Promu lieutenant, il participe à l'expédition d'Espagne en 1823, dans la suite du duc d'Angoulème. Promu capitaine en 1825, il tient garnison en Guadeloupe en 1826.
À partir de 1837, il participe ensuite à la conquête de l'Algérie sous Bugeaud, Lamoricière et le duc d'Aumale. Lieutenant-colonel au 62e régiment d'infanterie de ligne en 1841, colonel le 28 janvier 1846, il est promu maréchal de camp en 1846 puis devient commandant intérimaire de la province en 1848. Il soumet la Kabylie, les Aurès et il prend en 1849 Zaatcha dont il publie la Relation du siège de Zaatcha en 1863. Il revient en France et obtient en 1851 le grade de général de division.
Il participe ensuite à la guerre de Crimée et se distingue à la tête de sa division à la bataille de Traktir le 16 août 1855 contre les Russes. 
Chevalier de la Légion d’honneur depuis 1834, il est nommé grand-croix de l’ordre le 16 juin 1856.
La paix revenue, il siège au comité consultatif de l’infanterie ; en 1859, il est chargé du commandement militaire de Gênes.
En 1863, il est désigné sénateur du Second Empire. Il meurt le 24 avril 1866 à Paris mais, suivant son souhait, est inhumé à Châlons le 28.

## Grades
- Fusilier dans les Chasseurs de la Garde, 24 décembre 1813 ;
- Sous-lieutenant au 108e régiment d'infanterie de ligne, 9 février 1814 ;
- Licencié le 13 septembre 1814 ;
- Sous-lieutenant à la Légion départementale de la Marne, 11 septembre 1816 ;
- Lieutenant à la Légion départementale de la Marne devenu le 91e ? régiment d'infanterie de ligne, 10 février 1819 ;
- Capitaine, 91e? régiment d'infanterie de ligne, 16 septembre 1825 ;
- Capitaine adjudant major, 91e? régiment d'infanterie de ligne, 26 mai 1826 puis passe au 1er régiment d'infanterie de ligne ;
- Lieutenant-colonel au 62e régiment d'infanterie de ligne en 1841 ;
- Colonel du 67e régiment d'infanterie de ligne, le 28 janvier 1846 ;
- Maréchal de camp en 1846.

## Postérité
Le village de Chetaïbi en Algérie a porté le nom d'Herbillon pendant près d'un siècle jusqu'à l'indépendance de l'Algérie. 
Un fort de la ceinture fortifiée de Reims porta un temps son nom.
Son fils Émile Alexandre Herbillon (1826-1893) sera colonel.

## Décorations

### Décorations françaises
- Grand-croix de la Légion d'honneur (décret du 16 juin 1856)
- Médaille de Sainte-Hélène
- Médaille commémorative de la campagne d'Italie (1859)

### Décorations étrangères
- Ordre du Médjidié (Empire ottoman)
- Chevalier grand-croix de l'ordre des Saints-Maurice-et-Lazare (Italie)
- Médaille de Crimée (Royaume-Uni)
- Grand-croix de l'ordre de Saint-Grégoire-le-Grand (Vatican)